# Xenophon

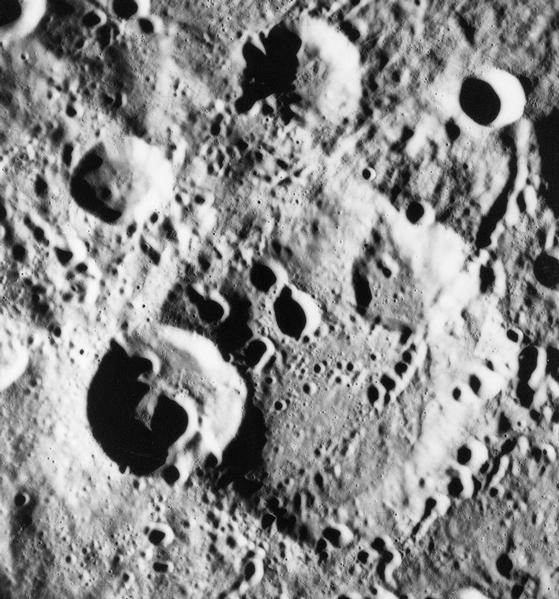
Xenophon arriba al centro, al norte de Zhiritskiy. Fotografía de la misión Apolo 15

Xenophon es un pequeño cráter de impacto lunar que se encuentra junto al borde sur interior de la llanura amurallada del cráter Fermi, al oeste del cráter Tsiolkovskiy. Al sur de Jenofonte se encuentra Zhiritskiy F, un cráter satélite de Zhiritskiy, localizado al sursudoeste. Al pertenecer a la cara oculta de la Luna, no se puede ver directamente desde la Tierra.
|  |

El borde de este cráter está erosionado y es atravesado por varios pequeños cráteres, especialmente en su lado occidental. El suelo interior es relativamente sencillo y carente de relieve.